# Bielskie Centrum Kultury
Bielskie Centrum Kultury im. Marii Koterbskiej (BCK) – działająca od 1988 samorządowa instytucja kultury w Bielsku-Białej. Swoją siedzibę ma przy ul. Słowackiego 27 na Dolnym Przedmieściu (we wschodniej części Parku Słowackiego) – w rozbudowanym kompleksie dawnej „Strzelnicy”, na który składają się Dom Muzyki oraz Dom Tańca. Od 2021 nosi imię bielskiej śpiewaczki Marii Koterbskiej.

## Działalność
Bielskie Centrum Kultury zostało powołane do życia uchwałą Miejskiej Rady Narodowej nr XXVIII/105/87 z dnia 3 grudnia 1987 i stanowi samorządową instytucję kultury miasta Bielska-Białej. Oficjalna data rozpoczęcia działalności to 1 stycznia 1988.

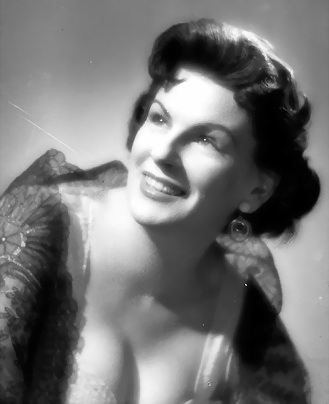
Maria Koterbska – patronka BCK

Zgodnie ze statutem jego zadaniem jest organizowanie wydarzeń kulturalnych, realizacja różnorodnych form edukacji kulturalnej, prowadzenie własnych profesjonalnych zespołów artystycznych, wytwarzanie własnych programów artystycznych, a także tworzenie warunków dla rozwoju amatorskiego ruchu artystycznego oraz zainteresowania kulturą. W 2021 postanowiono o nadaniu placówce imienia zmarłej wtedy bielskiej śpiewaczki Marii Koterbskiej, co pociągnęło za sobą rozszerzenie działalności statutowej o przechowywanie i upowszechnianie pamiątek związanych z jej osobą, upamiętnianie jej życia i twórczości oraz tworzenie programów artystycznych inspirowanych jej postacią.
BCK jest organizatorem szeregu festiwali i wydarzeń cyklicznych odbywających się w mieście: Festiwal Kompozytorów Polskich, Jazzowa Jesień, Międzynarodowy Festiwal Muzyki Sakralnej „Sacrum in Musica”, Festiwal Muzyki Organowej, Dni Bielska-Białej, Lato z Kulturą (cykl weekendowych koncertów plenerowych w okresie wakacyjnym), Festyn Majowy, Poranki Muzyczne dla Dzieci (cykl koncertów dla dzieci wczesnoszkolnych), wybory Miss i Mistera Beskidów. Organizuje również inne koncerty i imprezy okolicznościowe, a także uczestniczy w przygotowywaniu miejskich obchodów świąt państwowych, różnych jubileuszy czy inauguracji roku akademickiego bielskich uczelni. Pod egidą BCK działają: Bielska Orkiestra Kameralna, Bielska Orkiestra Dęta, Bielski Chór Kameralny, Młodzieżowy Chór Ave-Sol, Zespół Taneczny „Synergia” oraz Zespół Pieśni i Tańca „Bielsko” (folklorystyczny).

## Siedziba

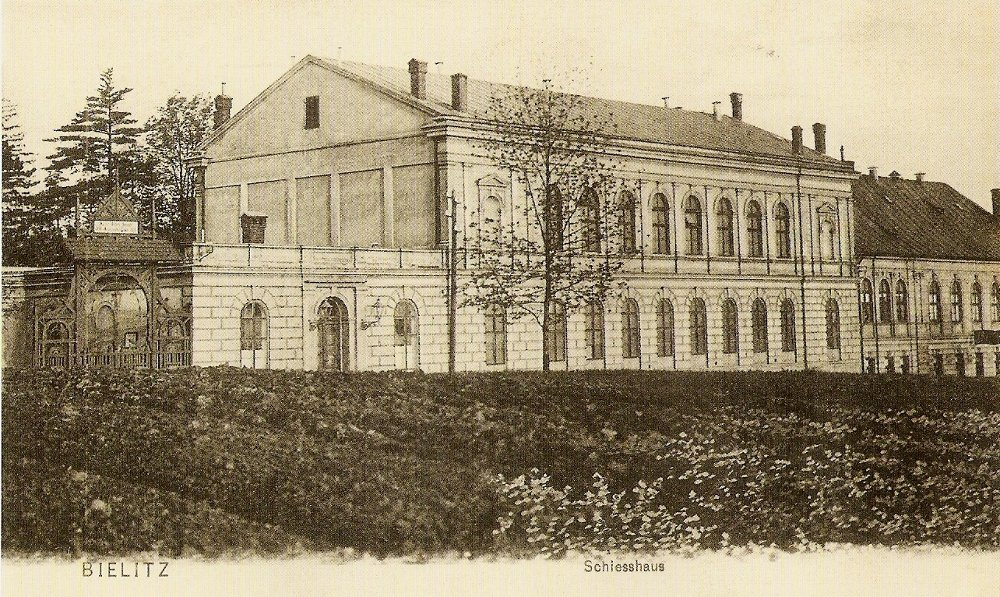
Strzelnica na pocztówce z 1907

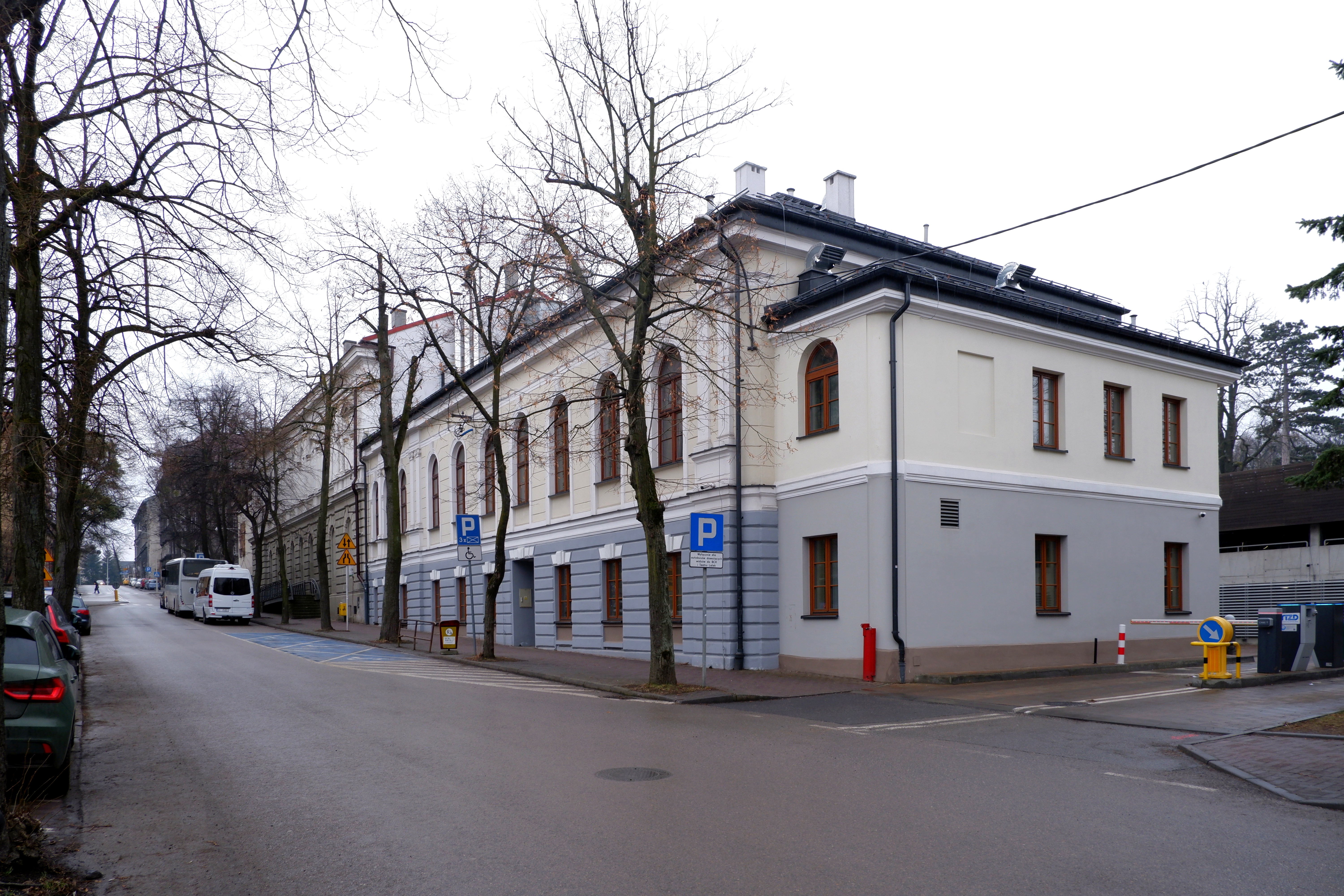
Najstarsza część kompleksu (2025)

Lokalizacja, w której współcześnie znajduje się Bielskie Centrum Kultury, związana jest pierwotnie z działalnością Bielsko-Bialskiego Towarzystwa Strzeleckiego (Bielitz‑Bialaer Schützengesellschaft), które w 1815 zakupiło na swoje potrzeby działkę na północnych peryferiach ówczesnego Bielska, na terenie zajmowanym przez pastwiska. W 1831 wzniesiony został budynek Strzelnicy (Schießhaus) z gospodą na parterze i salą taneczną na piętrze, która była udostępniana również na przedstawienia teatralne i inne wydarzenia, stając się jednym z centrów życia kulturalnego w mieście. Od strony południowej dobudowano później drewnianą oranżerię, w miejscu której w latach 80. XIX wieku powstał nowy budynek z większą i okazalszą salą reprezentacyjną. Częścią kompleksu była również wzniesiona w 1864 sala gimnastyczna Bielsko-Bialskiego Towarzystwa Gimnastycznego (Bielitz-Bialaer Turnverein) oraz parterowy pawilon strzelecki.
W 1890 obiekty zostały przekazane wojsku z przeznaczeniem na tymczasowe koszary, które zajął sprowadzony do miasta po krwawo zakończonych rozruchach robotniczych stały batalion piechoty. Pięć lat później żołnierze przenieśli się do nowo wybudowanych koszar na Górnym Przedmieściu (w rejonie dzisiejszego placu Zwycięstwa). Następnie Strzelnica została odkupiona przez władze miejskie, gruntownie wyremontowana i w lutym 1896 otwarta ponownie z przeznaczeniem na działalność rozrywkową i kulturalną. W 1903 zorganizowano tu wystawę „miejscowych starożytności”, które stanowiły podwalinę pod tworzone wówczas muzeum miejskie.

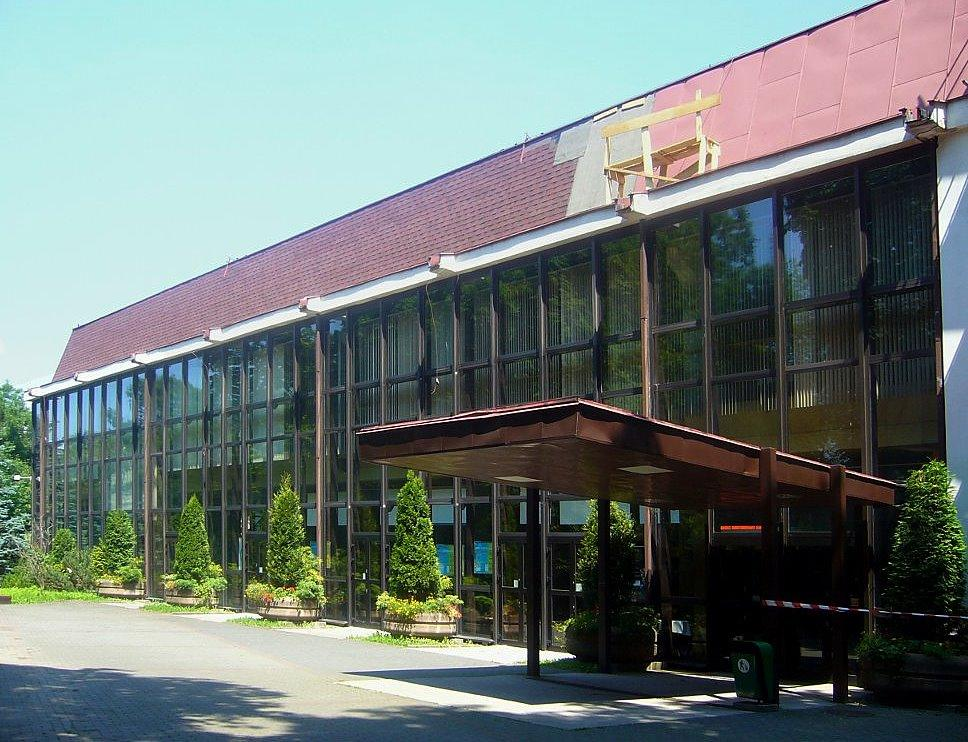
Przeszklona zachodnia elewacja Domu Muzyki (2010)

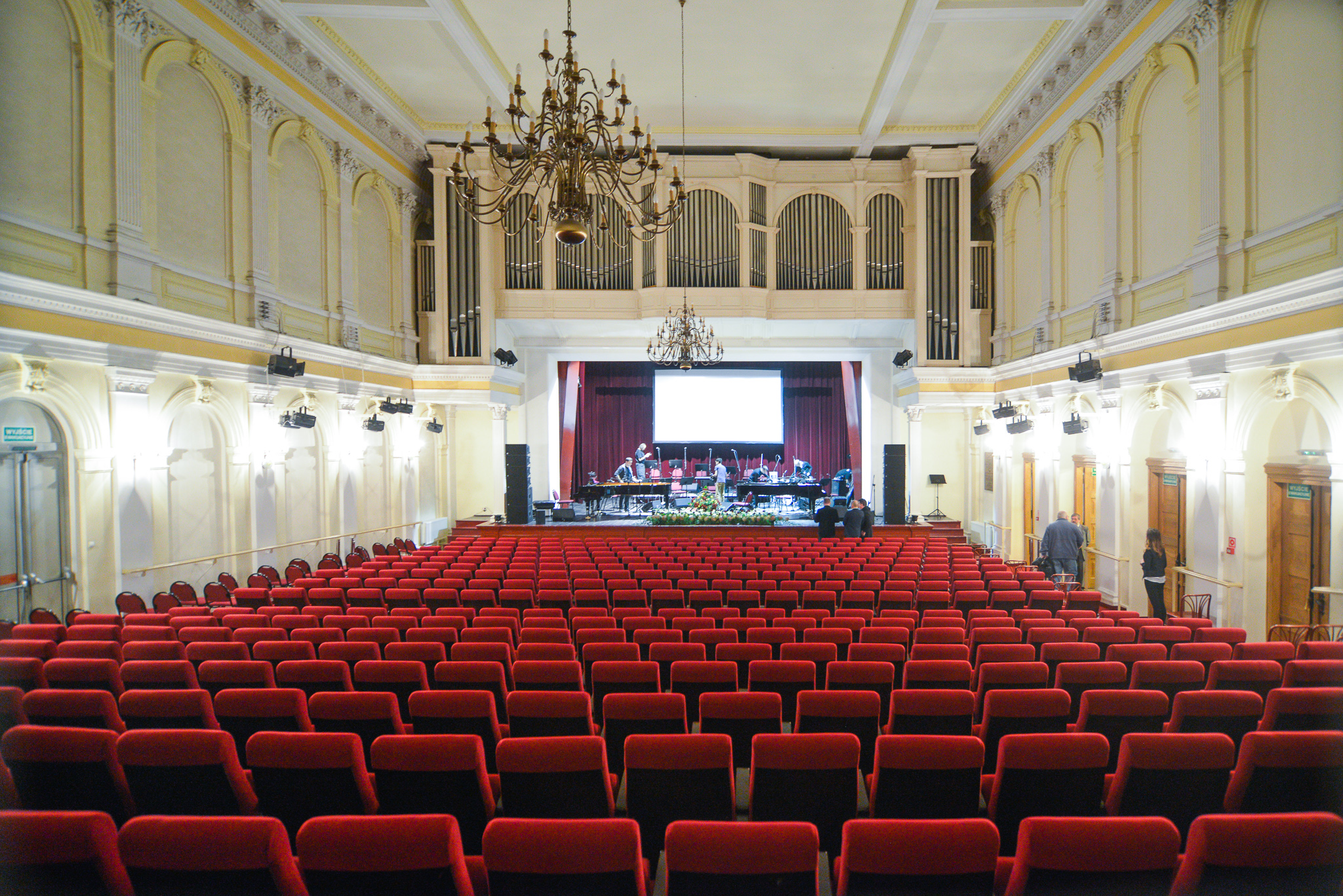
Sala widowiskowa (2016)

Jako obiekt kulturalny, gdzie organizowane są koncerty, przedstawienia teatralne, odczyty itp., Strzelnica służyła od tego czasu nieprzerwanie. W okresie PRL zaczęła być określana jako Dom Ludowy. W 1960 rozpoczęto generalny remont i rozbudowę obiektu według projektu Tadeusza Bajwoluka. Powiększono salę koncertową, a w miejscu starej drewnianej werandy wzniesiono nowe foyer z szatnią i kasami. Dla poprawienia akustyki zamurowano wszystkie okna sali od strony ulicy Słowackiego. 24 stycznia 1961 otwarto placówkę pod nową nazwą: Dom Muzyki. Kolejna duża przebudowa nastąpiła w drugiej połowie lat 80. XX wieku, zbiegając się w czasie z powołaniem do życia Bielskiego Centrum Kultury w dzisiejszej postaci. Dobudowano wtedy nowe zaplecze, a pojemność sali widowiskowej zwiększono do pięciuset miejsc. Inauguracja obiektu w nowej odsłonie nastąpiła 21 maja 1988. Starszą, północną część dawnej Strzelnicy zajmowało do 2013 Centrum Wychowania Estetycznego, placówka oświatowo-wychowawcza założona przez Wiktorię Kubisz w 1954, przeniesiona potem do innego budynku. 

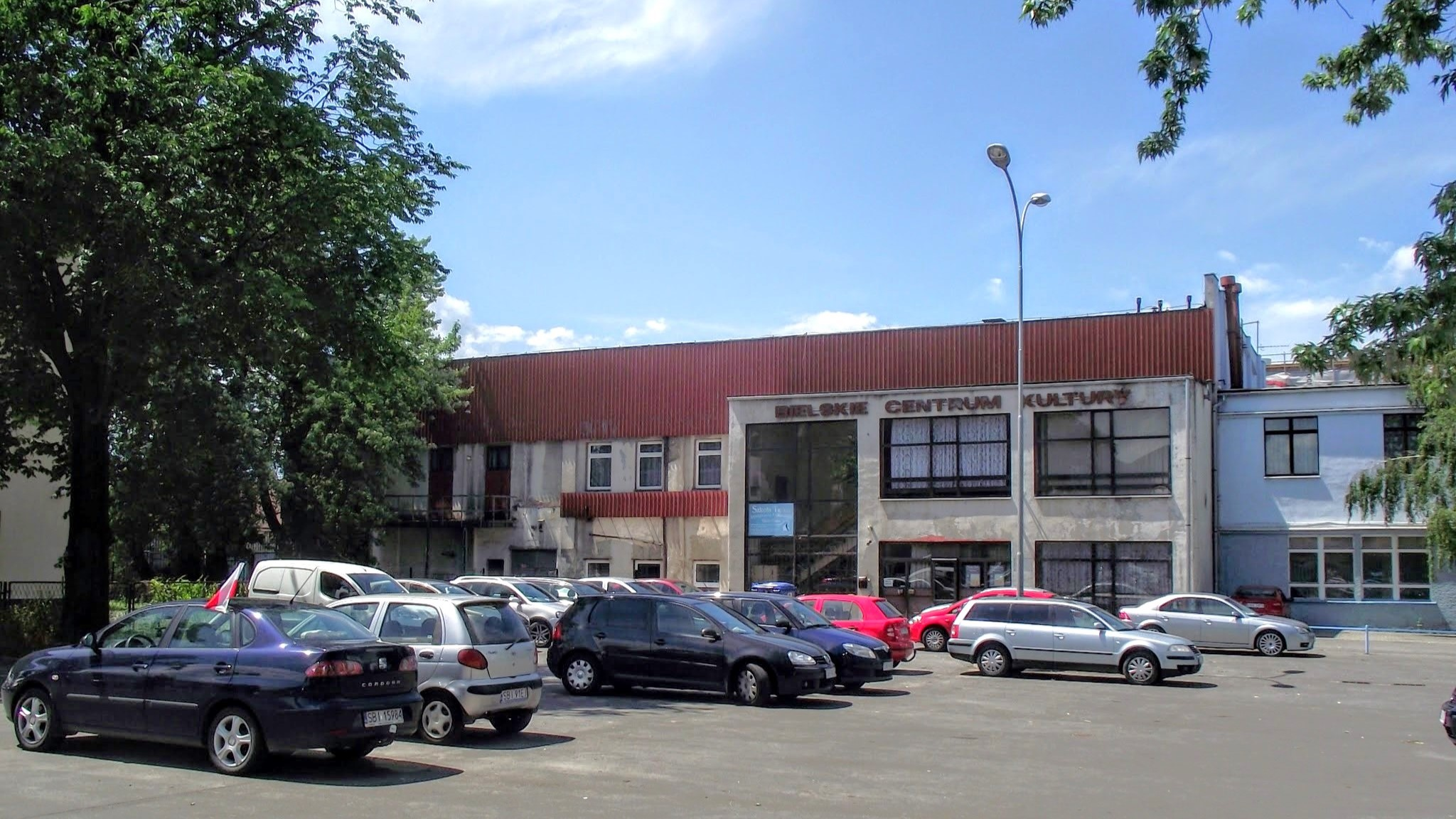
Dawny „Metalowiec” przy ulicy Komorowickiej jako Dom Tańca BCK (2016)

W latach 2017–2019 miał miejsce gruntowny remont Domu Muzyki, w ramach którego powiększono widownię do 630 miejsc oraz znacząco zmodernizowano obiekt pod kątem aparatury technicznej. Równolegle zaadaptowano najstarszą cześć Strzelnicy, opuszczoną od 2013, na potrzeby Domu Tańca służącego jako zaplecze i miejsce prób zespołów tanecznych działających przy BCK. Wcześniej korzystano w tym celu z obiektu przy ulicy Komorowickiej 53a, wzniesionego pierwotnie jako Międzyzakładowy Dom Kultury „Metalowiec” przy Fabryce Samochodów Małolitrażowych.